# Abgründe (1915)
Abgründe ist ein deutsches Stummfilm-Melodram aus dem Jahre 1915 von Hans Oberländer.

## Handlung
Im Zentrum des Geschehens steht eine kleine Blumenmacherin, die von ihrer Kollegin dazu verleitet wird, ihren Bräutigam, einen anständigen Arbeiter aus kleinen Verhältnissen, zugunsten eines ebenso wohlhabenden wie charakterlosen Lebemannes sitzenzulassen. Diese Entscheidung bringt nur Unglück; erst stirbt ihre Mutter an gebrochenem Herzen, weil sie den neuen Lebenswandel ihrer zu einer „Kokotte“ degenerierten Tochter nicht gutheißen kann. Dann fällt auch noch der lungenkranke Bruder dem Siechtum anheim und haucht, gleichfalls aus Gram, das Leben aus. Als das Blumenmädchen schließlich auch noch feststellen muss, dass sie ihr geschniegelter Angebeteter mit einer anderen Frau betrügt, tun sich auch für sie Abgründe auf. Mit einem einzigen Revolverschuss streckt sie daraufhin den Charakterlump nieder.
Jahre sind seitdem vergangen, des Blumenmädchens Arbeiterfreund hat inzwischen geheiratet und ist Vater einer süßen Tochter geworden. Seine Ehe ist voll Harmonie. Das Blumenmädchen hat seine Gefängnisstrafe wegen Totschlags verbüßt und wird wieder in die Freiheit entlassen. Als erstes treibt es sie zu ihrem einstigen Freund, den sie so schnöde im Stich gelassen hatte. Doch dessen Gattin weist sie an der Haustür ab. Die Ex-Verlobte begibt sich daraufhin in den Wald, wo der Arbeiter mit Baumfällarbeiten beschäftigt ist. Dessen Gattin ist mitsamt Tochter ebenfalls auf den Weg dorthin, um ihrem Mann das Mittagessen zu bringen. Das spielende Kind kommt einem fallenden Baum gefährlich nah, wird aber im letzten Moment von der Blumenmacherin gerettet. Aus Dankbarkeit nimmt die Mutter des Mädchens die Unglückselige in ihrem Haus auf.

## Produktionsnotizen
Abgründe entstand im Frühling 1915 im Greenbaum-Atelier in Berlin-Weißensee und passierte die Zensur im September 1915, die für die Dauer des Krieges ein Aufführungsverbot erließ. Wann bzw. ob der Film jemals öffentlich anlief, ist unbekannt. Immerhin wurde der Streifen zumindest einem Fachpublikum im Juli 1915 in Wien vorgeführt. Die Länge des Vierakters betrug 1380 Meter. 
Hier spielte Tony Sylva ihre mutmaßlich letzte Filmrolle.

## Kritik
„Ein Bild von außerordentlicher Wirkung und erschütternder Tragik, das aber nach seinem versöhnenden Schluß nach jeder Richtung hin zu jenen Films gezählt werden muß, die voll befriedigen, ist das vieraktige Sittendrama „Abgründe“. (…) Die hervorragende Regiekunst Dr. Hans Oberländers hat hier eine Reihe von Szenenbildern geschaffen, die in ihrer Gesamtheit die schön durchdachte Handlung prächtig wiedergeben. In der Rolle der kleinen Blumenmacherin zeigt sich Toni Sylva als Meisterin …“